# Fin de siècle

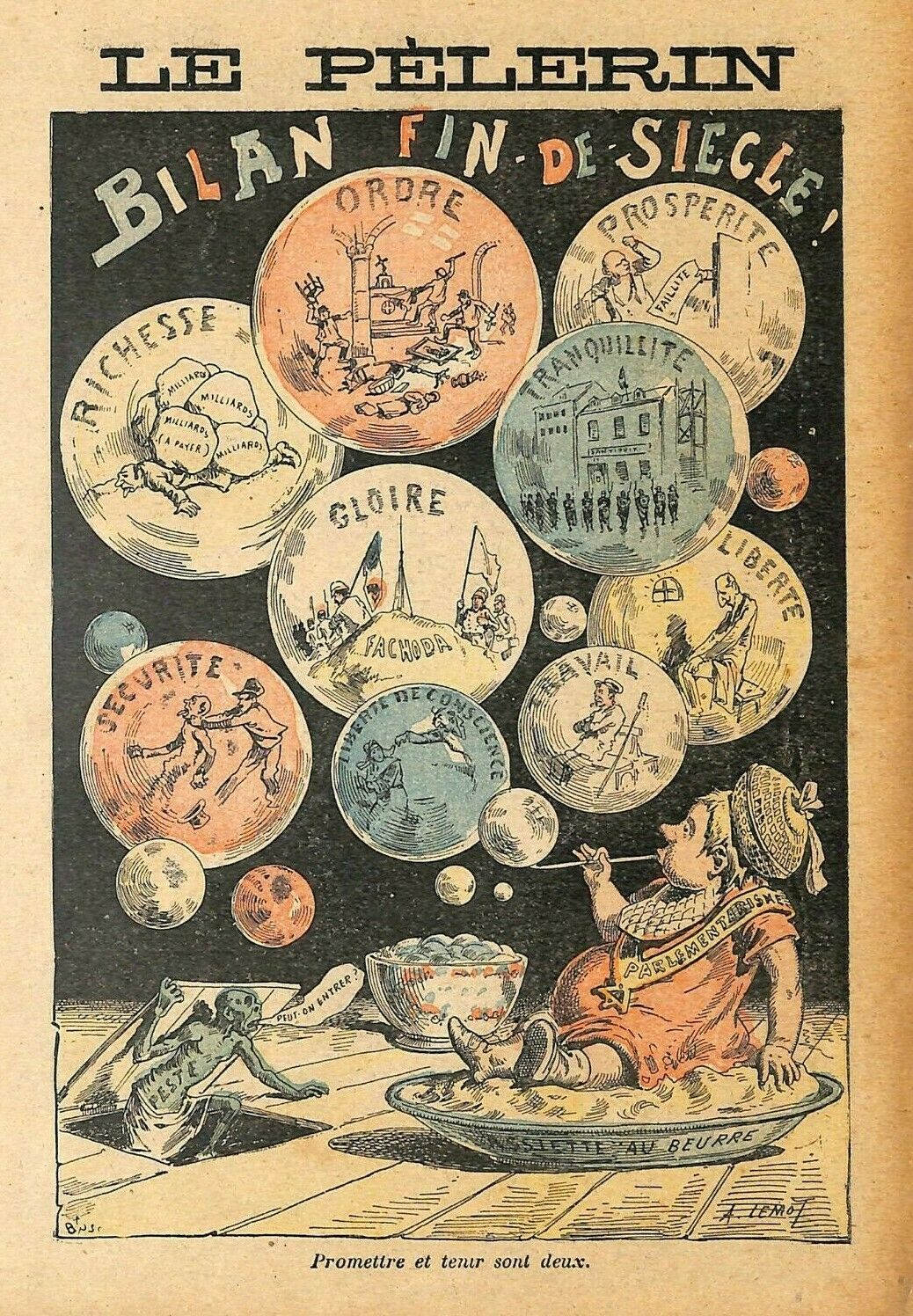

Fin de siècle este un termen francez care înseamnă „sfârșitul secolului” și care este asociat mișcărilor culturale și artistice franceze care au apărut la sfârșitul secolului al XIX-lea, precum: simbolismul, modernismul, decadentismul sau Art nouveau. Prin extensie, această expresie se aplică și influenței acestor curente asupra întregii Europe.
Această perioadă a fost considerată pe scară largă a fi o perioadă decadentă, dar, în același timp, o perioadă de speranță pentru un nou început.

## Origine
În 1888, o piesă de teatru de păpuși pentru adulți, intitulată Fin de Siècle de Henry Fleurigny care a pus în scenă adulterul, crima și înșelăciunea a avut un oarecare succes la Paris. În anul următor, un roman cu același nume, semnat de Humbert de Gallier, a folosit aceleași teme. În 1890, Jules Ricard publică Histoires fin de siècle și în decembrie este lansat un ziar ilustrat intitulat Fin de Siècle și condus de François Mainguy. Pentru a-și promova ziarul, Mainguy lansează „balul Fin de siècle” cu multe dansatoare dezbrăcate, fiind condamnat pentru atentat la pudoare.
În 1891, scriitorul Joris-Karl Huysmans folosește din nou această expresie, care cunoaște o utilizare în creștere. În 1894 este publicat Dictionnaire d'argot fin-de-siècle de Charles Virmaître iar Léo Taxil vorbește despre „corruption fin-de-siècle” într-un eseu polemic.